# مهرانه‌رود

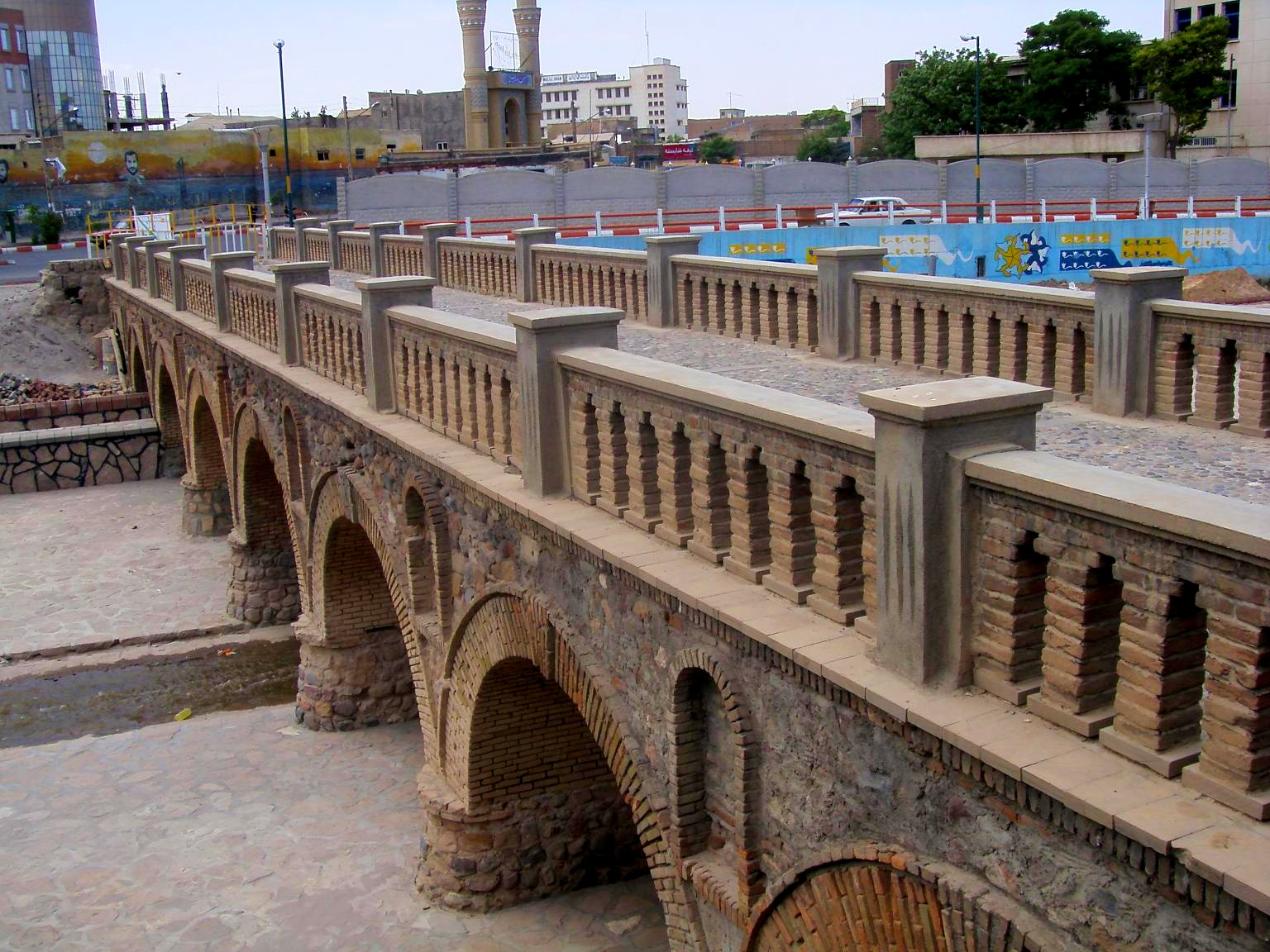
پل قاری بر روی رودخانه میدان چایی

میدان چایی یا مهرانه رود، رودخانه ای است با طول ۲۵ کیلومتر که از شهر تبریز می‌گذرد. سرچشمه این رود از کوه‌های سهند است. یکی از رودهای استان آذربایجان شرقی است که از میان شهر تبریز می‌گذرد. رود باسمنج پس از ورود به تبریز، در شرق این شهر و قسمت شمالی آن اسبه‌ریز نامیده می‌شود و قسمت جنوبی قوری چای نامیده می‌شود. این دو قسمت در محلهٔ پل‌سنگی باغمیشه به یک‌دیگر می‌پیوندند و مهرانه‌رود را تشکیل می‌دهند. و در قسمت غرب تبریز به تلخه‌رود می‌پیوندد.
خاقانی شاعر نامدار سده ششم در خصوص این رود چنین سروده‌است:
| تا به تبریزم دو چیزم حاصل است |  | نیم نان و آب مهران‌رود و بس |